# 中西勝則
中西 勝則（なかにし かつのり、1953年（昭和28年）6月15日 - ）は、日本の銀行家、実業家。しずおかフィナンシャルグループ代表取締役会長兼静岡銀行取締役会長。静岡県経営者協会会長。

## 人物・来歴
静岡県庵原郡蒲原町（現：静岡市清水区）にて運送業を営む家庭に生まれる。
父が中学3年時に病死し、長男である中西は家計を支えるため実業高等学校へ入学すべきか悩んだ末に、静岡県立清水東高等学校への進学を選択した。また小学校から高校まで児童・生徒会長を務めた。高校卒業後、国立大学の理系学部への進学を希望していたが、不合格であったことから併願していた慶應義塾大学商学部に進む。同大時代には学費こそは母に負担してもらったが、生活費はすべてアルバイトで捻出した。
大学卒業後は母子家庭であったことから帰郷し、静岡で就職しようと県職員も考慮に入れたが、実業に惹かれたこともあり静岡銀行への入行を決めた。初任地は清水支店（静岡市清水区）であり、入行5年目には転勤希望先の一つであった調査部に配属され、足繁く工場などへ出向くなど現場主義を貫いたほか、キャッシュフロー分析を教え込まれた。1992年、当時最年少で富士宮北支店（富士宮市）に支店長として赴任。その後新通（静岡市）、三島（三島市）の支店長を歴任した。2001年役員に昇格。常務執行役員在任時には、企業を支援するグループを創設。それを後に企業サポート部と発展させるなど銀行と中小企業の関係強化の施策を手掛けた。
2005年6月、当時の地銀界では2番目の若さで頭取に就任した。また2011年6月には、特定の銀行のみが会長を務めることは負担が大きいとして輪番制とした地銀協会長に諸田幸一（群馬銀行）以来34年ぶりとなる生え抜きで就任し、2016年6月から、2度目の同会長を務めた。頭取在任時にはリーマン・ショックやマイナス金利、相次ぐ地銀再編など環境が変化する中、県内外で事業拡大に努め、16年3月期時点で総資産11兆円あまりと地銀4位という国内有数の地銀としての存在感を強めたほか、マネックスグループなどに出資し異業種との連携を進め、2017年6月に代表取締役会長に退いた。2022年10月、金融持株会社体制移行によりしずおかフィナンシャルグループ代表取締役会長となる。
2023年11月、旭日中綬章を受勲。

## 略歴
- 1976年 - 慶應義塾大学商学部卒業後、静岡銀行入行。
- 1998年 - 同人事部副部長兼人事課長。
- 1999年 - 同理事兼人事部長。
  - 同年6月 - 同理事経営管理部長。
- 2001年 - 同取締役執行役員経営企画部長。
- 2003年 - 同取締役常務執行役員。
- 2005年 - 同代表取締役頭取。
- 2017年 - 同代表取締役会長。
- 2022年 - 同取締役会長。しずおかフィナンシャルグループ代表取締役会長。